# Cucut bronzat de Horsfield
El cucut bronzat de Horsfield (Chalcites basalis) és una espècie d'ocell de la família dels cucúlids (Cuculidae) que habita boscos poc densos, matolls, manglars, horts i ciutats d'Austràlia i Tasmània.